# کشور من
کشور من: عصر جدید (انگلیسی: My Country: The New Age; کره‌ای: 나의 나라; لاتین‌نویسی اصلاح‌شده: Naui Nara; ترجمه. کشور من) یک مجموعهٔ تلویزیونی کره جنوبی سال ۲۰۱۹ با بازی یانگ سه-جونگ، وو دو هوان، کیم سول-هیون و جانگ هیوک است. این مجموعه از ۴ اکتبر تا ۲۳ نوامبر ۲۰۱۹ از جی‌تی‌بی‌سی و نتفلیکس ساعت ۲۲:۵۰ (کی‌اس‌تی) پخش شد.

## خلاصهٔ داستان
در طول دورهٔ انتقالی بین پایان سلسلهٔ گوریو و آغاز سلسلهٔ چوسان، دو دوست در پی یک سوء تفاهم با یکدیگر دشمن می‌شوند. آنها سعی می‌کنند از کشورشان و کسانی که دوستشان دارند به روش خودشان محافظت کنند.

## بازیگران

### بازیگران اصلی
- یانگ سه-جونگ در نقش سو هوی[۵]
  - مون وو-جین در نقش جوانی سو هوی
- وو دو هوان در نقش نام سون-هو[۶]
  - کیم کانگ-هون در نقش جوانی نام سون-هو
- کیم سول-هیون در نقش هان هی-جه[۷][۸]
  - اون یو-هیون در نقش جوانی هان هی-جه
- جانگ هیوک در نقش یی بانگ-وون[۹]
  - جی اون-سونگ در نقش جوانی یی-بانگ-وون